# Зубаревы
Зубаревы — русские дворянские роды. 

## История фамилии
Представители фамилии упоминаются уже в XVII веке: в «Списке елецких детей боярских 1618-19 гг.» записано «Кирей Федоров сын Зубарев с окладом 150 чети - умре», «Гаврило Онтипин сын Зубарев с окладом 100 чети». Во второй половине XVII века "детей боярских" начали переводить в рейтары, «служивых городовой службы», драгуны и в ландмилицию, а неспособных к службе - в сословие «однодворцы». Так представители фамилии упоминаются в «Разборной книге служилых людей разных чинов города Землянск 1679-80 годов», где записано: Неверсаны для того что у розбору о верстаньи великому государю не били челом:.. Еремей Герасимов сын Зубарев,.. и как солдаты Чернавского уезда в «Именной росписи чернавцам, ратным и всяким людям конным и пешим 1688 года», где записан Аврам Кондратев сын Зубарев. В дальнейшем представители фамилии были внесены в Родословные книги Дворянского Депутатского собрания: Астраханской, Казанской, Нижегородской, Пензенской и Санкт-Петербургской губерний.

### Астраханский род
По справке 14 марта 1836 года Астраханское Дворянское Депутатское Собрание заключило: просителя надворного советника Дмитрия Елисеева Зубарева с женой Екатериной Алексеевой признать в дворянстве и внести в третью часть Дворянской родословной книги. Действительный статский советник Дмитрий Елисеев Зубарев обратился 5 апреля 1848 года с прошением на имя Государя Императора Николая Павловича, в котором сообщал, что Дворянское Депутатское Собрание Астраханской губернии, рассмотрев представленные доказательства о дворянстве, внесла род Зубарева в Дворянскую родословную книгу Астраханской губернии в третью часть и выдало ему, Зубареву, 28 мая 1838 года на дворянское достоинство грамоту, о чем от того Собрания донесено Правительствующему Сенату по Герольдии 4 февраля 1848 года № 31, и просил о пожаловании диплома на дворянское достоинство и герба. По указу Его Императорского Величества Правительствующий Сенат 26 августа 1848 года слушали записку из дела о выдаче действительному статскому советнику Дмитрию Елисеевичу Зубареву на дворянское достоинство диплома и герба, так как по резолюции 10 марта 1848 года признан он по чину его в дворянском достоинстве.

### Вятский род
Определением Правительствующего Сената 7 Декабря 1901 года, Священник Михаил Федоров Зубарев, с сыновьями: Михаилом (врач, нынешний проситель), Алексеем и Николаем, признан в потомственном Дворянстве, с правом на внесение в третью часть Дворянской родословной книги, по Всемилостивейшему сопричислению отца его, Священника Феодора Евфимиева Зубарева, 10го Ноября 1880 года, к ордену Св. Владимира четвертой степени.

## Описание герба
В лазуревом щите, выходящая из нижнего левого угла серебряная геральдическая фигура, именуемая «волчьи зубы». В золотой вольной части щита, зелёный трилистник. Щит увенчан Дворянским коронованным шлемом. Нашлемник: два чёрных орлиных крыла, между коими золото крест. Намёт: справа лазуревый с серебром, слева — зелёный с золотом.